# 光喜三子
光 喜三子（ひかり きみこ、1912年 - 1977年）は、日本の元女優である。本名は大田 きみ（おおた - ）。戦前を代表する二枚目俳優高田稔の妻として知られる。

## 来歴・人物
1912年（明治45年/大正元年）、千葉県木更津市に生まれる。青山女学校（現在の青山学院女子短期大学）で2年間英語を学んだのち、二代目市川猿之助に弟子入りする。
1930年（昭和5年）、松竹蒲田撮影所に入社。光り輝く美貌から光喜三子という芸名が付けられ、同年9月、島津保次郎監督映画『ザッツ・オーケー いゝのね誓ってね』のヒロインに抜擢されて映画デビューを果たし、その美貌を強烈に印象付けた。1931年（昭和6年）1月には早くも準幹部となる。以後、五所平之助監督映画『女給哀史』や野村芳亭監督映画『燃ゆる花びら』などに準主役として出演していたが、後に共演した高田稔と恋愛し、撮影所を休みがちとなる。
同年8月、五所監督による日本初のトーキー映画『マダムと女房』で渡部篤演じる劇作家の妻という大役を得て出演していたが、撮影半ばで姿を見せなかったため、五所は急遽、田中絹代に依頼して代役を立ってもらい、撮り直しの末完成させた。その後も光は蒲田撮影所に在籍していたが、1932年に退社。不二映画社を経て新興キネマに入社するが、1933年に高田と結婚し、芸能界を引退した。ただし、日本映画データベースからは、不二映画社、新興キネマ両社の出演作品を確認する事が出来ない。
戦後、夫の高田稔は1977年12月27日に死去するが、光も同年に死去したとされている。満64-65歳没。

## 出演作品

### 松竹蒲田撮影所
全て製作は「松竹蒲田撮影所」、配給は「松竹」、特筆以外は全てサイレント映画である。
- 『ザッツ・オーケー いゝのね誓ってね』：監督島津保次郎、1930年9月26日公開
- 『荊の冠』：監督佐々木恒次郎、1930年10月27日公開
- 『愛慾の記』：監督五所平之助、1930年11月10日公開
- 『留守中発展』：監督野村浩将、1930年11月28日公開
- 『新時代に生きる』：監督清水宏、1930年12月5日公開 - その娘・澪子
- 『お嬢さん』：監督小津安二郎、1930年12月12日公開 - モダンガール
- 『女給哀史』：監督五所平之助、1931年1月22日公開
- 『燃ゆる花びら』：監督野村芳亭、1931年1月31日公開
- 『銀河』：監督清水宏、1931年2月14日公開 - バーの女給
- 『尖端に立つ女』：監督重宗務、1931年3月1日公開
- 『壊け行く珠』：監督野村芳亭、1931年3月14日公開
- 『愛よ人類と共にあれ 前篇 日本篇』：監督島津保次郎、1931年4月17日公開 - 妻・不二子
- 『愛よ人類と共にあれ 後篇 米国篇』：監督島津保次郎、1931年4月17日公開 - 妻・不二子
- 『マダムと女房』：総指揮城戸四郎、監督五所平之助、1931年8月1日公開 - その女房（途中降板） ※トーキー